# Keszi (keresztnév)
A Keszi török eredetű régi magyar személynév, ami egy törzsnévből származik, a jelentése: rész, darab, töredék.

## Rokon nevek
- Kesző:[1] a Keszi származéka.[2]

## Gyakorisága
Az 1990-es években a Keszi és a Kesző szórványos név, a 2000-es években nem szerepelnek a 100 leggyakoribb férfinév között.

## Névnapok
- január 12.[2]
- június 29.[2]

## Híres Keszik, Keszők
- Kézai Simon (vagy Keszi Simon) a 13. századi Magyarország leghíresebb krónikása